# Holger Henschel

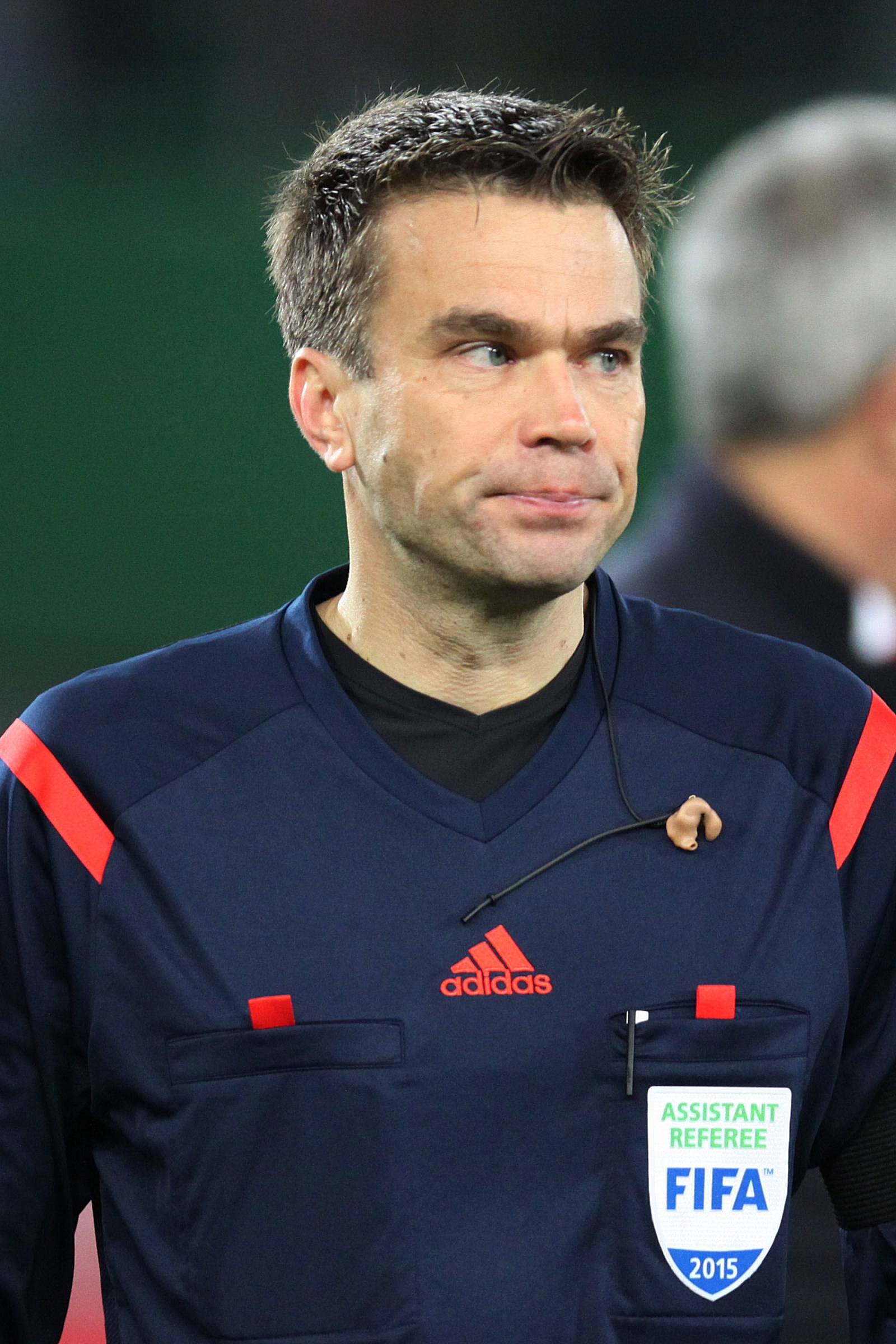
Holger Henschel (2015)

Holger Henschel (* 27. Dezember 1972) ist ein deutscher Fußballschiedsrichter.
Henschel ist seit 2000 DFB-Schiedsrichter und leitete von 2003 bis 2010 Spiele der 2. Bundesliga. Er pfeift für den SV Broitzem. Der verheiratete Rechtsanwalt lebt in Braunschweig.
Zur Saison 2009/2010 kam Henschel nicht mehr als Schiedsrichter in der Zweiten Bundesliga und im DFB-Pokal zum Einsatz. Mittlerweile fungiert Henschel als Assistent. Seit 2010 wird er als FIFA-Assistent auch bei internationalen Begegnungen eingesetzt.
Am 6. Juli 2020 teilte der DFB mit, dass Henschel zur folgenden Bundesligasaison 2020/21 seine aktive Karriere beendet. Er fungiert aber noch als Assistent des Video-Assistenten in Köln.